# Shiranuka, Hokkaidō
Shiranuka (白糠町 Shiranuka-chō) là thị trấn thuộc huyện Shiranuka, phó tỉnh Kushiro, Hokkaidō, Nhật Bản. Tính đến ngày 1 tháng 10 năm 2020, dân số ước tính thị trấn là 7.289 người và mật độ dân số là 9,4 người/km2. Tổng diện tích thị trấn là 773,74 km2.

## Địa lý

### Khí hậu
| Dữ liệu khí hậu của Shiranuka, Hokkaidō  | Dữ liệu khí hậu của Shiranuka, Hokkaidō | Dữ liệu khí hậu của Shiranuka, Hokkaidō | Dữ liệu khí hậu của Shiranuka, Hokkaidō | Dữ liệu khí hậu của Shiranuka, Hokkaidō | Dữ liệu khí hậu của Shiranuka, Hokkaidō | Dữ liệu khí hậu của Shiranuka, Hokkaidō | Dữ liệu khí hậu của Shiranuka, Hokkaidō | Dữ liệu khí hậu của Shiranuka, Hokkaidō | Dữ liệu khí hậu của Shiranuka, Hokkaidō | Dữ liệu khí hậu của Shiranuka, Hokkaidō | Dữ liệu khí hậu của Shiranuka, Hokkaidō | Dữ liệu khí hậu của Shiranuka, Hokkaidō | Dữ liệu khí hậu của Shiranuka, Hokkaidō |
| Tháng                                    | 1                                       | 2                                       | 3                                       | 4                                       | 5                                       | 6                                       | 7                                       | 8                                       | 9                                       | 10                                      | 11                                      | 12                                      | Năm                                     |
| ---------------------------------------- | --------------------------------------- | --------------------------------------- | --------------------------------------- | --------------------------------------- | --------------------------------------- | --------------------------------------- | --------------------------------------- | --------------------------------------- | --------------------------------------- | --------------------------------------- | --------------------------------------- | --------------------------------------- | --------------------------------------- |
| Cao kỉ lục °C (°F)                       | 8.2 (46.8)                              | 9.1 (48.4)                              | 15.6 (60.1)                             | 26.4 (79.5)                             | 30.9 (87.6)                             | 31.1 (88.0)                             | 33.3 (91.9)                             | 35.5 (95.9)                             | 31.3 (88.3)                             | 23.1 (73.6)                             | 21.2 (70.2)                             | 13.1 (55.6)                             | 35.5 (95.9)                             |
| Trung bình ngày tối đa °C (°F)           | −0.3 (31.5)                             | −0.2 (31.6)                             | 3.4 (38.1)                              | 8.8 (47.8)                              | 13.4 (56.1)                             | 16.3 (61.3)                             | 20.0 (68.0)                             | 21.9 (71.4)                             | 20.2 (68.4)                             | 15.3 (59.5)                             | 8.8 (47.8)                              | 2.3 (36.1)                              | 10.8 (51.5)                             |
| Trung bình ngày °C (°F)                  | −6.2 (20.8)                             | −5.9 (21.4)                             | −1.4 (29.5)                             | 3.5 (38.3)                              | 8.3 (46.9)                              | 12.0 (53.6)                             | 16.0 (60.8)                             | 17.8 (64.0)                             | 15.4 (59.7)                             | 9.5 (49.1)                              | 3.2 (37.8)                              | −3.3 (26.1)                             | 5.7 (42.3)                              |
| Tối thiểu trung bình ngày °C (°F)        | −13.0 (8.6)                             | −13.0 (8.6)                             | −7.2 (19.0)                             | −1.8 (28.8)                             | 3.3 (37.9)                              | 8.3 (46.9)                              | 12.8 (55.0)                             | 14.6 (58.3)                             | 11.0 (51.8)                             | 3.6 (38.5)                              | −2.8 (27.0)                             | −9.5 (14.9)                             | 0.5 (32.9)                              |
| Thấp kỉ lục °C (°F)                      | −26.5 (−15.7)                           | −29.2 (−20.6)                           | −20.8 (−5.4)                            | −14.6 (5.7)                             | −7.2 (19.0)                             | −1.9 (28.6)                             | 2.9 (37.2)                              | 5.3 (41.5)                              | −0.5 (31.1)                             | −6.5 (20.3)                             | −13.4 (7.9)                             | −22.9 (−9.2)                            | −29.2 (−20.6)                           |
| Lượng Giáng thủy trung bình mm (inches)  | 38.3 (1.51)                             | 25.6 (1.01)                             | 53.9 (2.12)                             | 82.2 (3.24)                             | 123.1 (4.85)                            | 113.3 (4.46)                            | 132.5 (5.22)                            | 148.9 (5.86)                            | 170.4 (6.71)                            | 119.6 (4.71)                            | 63.6 (2.50)                             | 55.0 (2.17)                             | 1.119,1 (44.06)                         |
| Lượng tuyết rơi trung bình cm (inches)   | 77 (30)                                 | 71 (28)                                 | 78 (31)                                 | 14 (5.5)                                | 0 (0)                                   | 0 (0)                                   | 0 (0)                                   | 0 (0)                                   | 0 (0)                                   | 0 (0)                                   | 8 (3.1)                                 | 49 (19)                                 | 298 (117)                               |
| Số ngày giáng thủy trung bình (≥ 1.0 mm) | 5.0                                     | 4.3                                     | 7.2                                     | 8.8                                     | 10.3                                    | 9.5                                     | 11.0                                    | 11.6                                    | 10.8                                    | 8.6                                     | 8.1                                     | 6.6                                     | 101.8                                   |
| Số ngày tuyết rơi trung bình (≥ 3 cm)    | 9.4                                     | 9.4                                     | 10.6                                    | 1.9                                     | 0                                       | 0                                       | 0                                       | 0                                       | 0                                       | 0                                       | 0.9                                     | 5.8                                     | 38                                      |
| Số giờ nắng trung bình tháng             | 187.0                                   | 183.4                                   | 197.4                                   | 182.2                                   | 172.1                                   | 128.7                                   | 112.7                                   | 123.0                                   | 140.8                                   | 174.3                                   | 170.0                                   | 177.6                                   | 1.949,2                                 |
| Nguồn: Cục Khí tượng Nhật Bản            |                                         |                                         |                                         |                                         |                                         |                                         |                                         |                                         |                                         |                                         |                                         |                                         |                                         |